# Airsoft
Airsoft je vojni simulacijski šport, sličan paintballu, u kojem se upotrebljavaju replike vatrenog oružja, koje izbacuju kuglice od tvrde plastike promjera 6 do 8 milimetara. Mogu biti mase od 0,20 g (za slabije replike), 0,23 g (za jače pištolje), 0,25 g (za puške), 0,28 g (za jake puške i snajpere) i 0,30 g (za snajpere).

## Razvoj
Airsoft se razvio u Aziji u (Japanu i Hong Kongu), gdje je zbog strogih zakona teško legalno pridobiti oružje. Airsoft je popularan u Hrvatskoj. Igrači moraju nositi zaštitnu opremu (posebne naočale od industrijskog polikarbonata) i moraju imati sigurnosnu riječ za prekid igre u slučaju da nešto pođe po krivu. Ako se ne pridržavaju sigurnosni propisi, može doći do ozljeda. O njegovoj popularnosti govori i činjenica da ga koristi policija i vojska diljem svijeta kao dio treninga.

## Razlike između paintballa i airsofta
- Airsoft teži da je oružje što realnije.
- Streljivo je u spremniku, te nema vanjskih boca s plinom.
- Domet Airsoft oružja je veći nego kod Paintball oružja (oko 50 metara).
- Preciznost Airsoft oružja je kudikamo veća.
- Osim na plin, Airsoft oružje može raditi i na električne baterije.
- Airsoft oružje je jeftinije od Paintball oružja, ima ih od 1000 kuna naviše.
- Airsoft municija je jeftinija od Paintball municije (oko 7-10 naprema 1). Međutim, kvaliteta i cijena streljiva mogu varirati. Postoji i biorazgradivo streljivo.
- Igrači u Airsoftu trebaju samo zaštitne naočale, ne i maske (iako mogu dekorativno nositi fantomke).
- U Airsoftu obično svaki igrač kupuje svoju opremu.

## Replike
Replike oružja dijele se prema načinu izbacivanja streljiva na:
- Replike koje se moraju repetirati (vojne sačmarice, snajperi i neki pištolji), koristi se zrak, koji se prije izbacivanja kuglice sabija repetiranjem.
- Plinske replike (obično pištolji i rijetko, puške), pogonsko sredstvo je potisni plin (zvan »green gas« (eng. zeleni plin) ili ugljikov dioksid.
- Električne replike - (AEG - Airsoft Electric Gun, najčešće automatskih pušaka), pogonsko sredstvo je sabijeni zrak, koji sabija elektromotor, koji napajaju baterije.

## Zaštita
Osnovna zaštitna oprema su zaštitne naočale. Preporučuju se maske koje štite cijelo lice (fantomke), a oprema se može nadopuniti vojničkom jaknom i kacigom. Korisni su i štitnici na laktovima i koljenima i vojna kamuflaža (za zaštitu, prikrivanje i autentičnost), i ponekad airsoft prsluk. 